# The Tender Hour

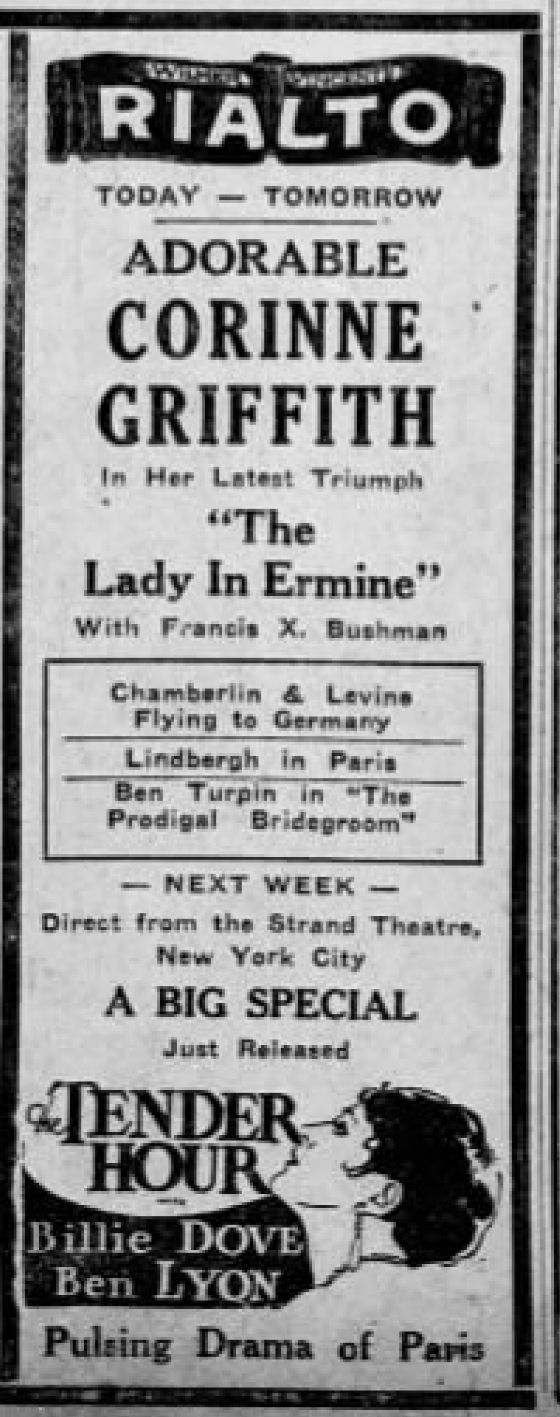
Anunci de la pel·lícula al teatre Rialto

The Tender Hour és una pel·lícula muda dirigida per George Fitzmaurice i protagonitzada per Billie Dove, Ben Lyon i Montagu Love, entre d'altres. Es va estrenar l'1 de maig de 1927.

## Argument
Marcia Kane, filla d'un capitalista nord-americà, és persuadida pel seu pare de casar-se amb el Gran Duc rus Sergei, un rus expatriat, després que aquest li faci creure que Wally, el seu autèntic amor, ha mort. Al descobrir després de la cerimònia que el seu pare l'ha enganyada, Marcia declara que només serà l'esposa de Sergei de nom però també rebutja la proposta de Wally de fugar-se plegats. Per sort, Chinilly, un amic de la seva dona, aconsegueix reunir-los París. Sergei es malfia i en descobrir que ha passat amenaça de matar Wally, però Marcia es compromet a tornar amb el seu marit. Amb l'ajuda dels seus amics, Wally entra a la vil·la del duc la salva Marcia en el darrer instant. Sergei es veu obligat a acceptar el divorci i Chinilly porta els amants a la seva casa a la Riviera.

## Repartiment
- Billie Dove (Marcia Kane)
- Ben Lyon (Wally McKenzie)
- Montagu Love (Gran Duc Sergei)
- Alec B. Francis (Francis Chinilly)
- Constantine Romanoff (Gorki)
- Laska Winter Tana)
- T. Roy Barnes (Tough-House Higgins)
- George Kotsonaros (el lluitador)
- Charles A. Post (Pussy-Finger)
- Anders Randolf (líder de la banda)
- Frank Elliott (convidat a la festa)
- Lionel Belmore (convidat a la festa)
- Lon Peff (convidat a la festa)
- August Tollaire (prefecte de policia)
- Yola d'Avril (noia del cabaret)
- George Bunny (no surt als crèdits)